# Сомполінек
Сомполінек (пол. Sompolinek) — село в Польщі, у гміні Сомпольно Конінського повіту Великопольського воєводства.
Населення — 244 особи (2011).
У 1975-1998 роках село належало до Конінського воєводства.

## Демографія
Демографічна структура станом на 31 березня 2011 року:
|          | Загалом | Допрацездатний вік | Працездатний вік | Постпрацездатний вік |
| -------- | ------- | ------------------ | ---------------- | -------------------- |
| Чоловіки | 126     | 29                 | 87               | 10                   |
| Жінки    | 118     | 26                 | 71               | 21                   |
| Разом    | 244     | 55                 | 158              | 31                   |